# George Estman
George Anders Estman (8 de septiembre de 1922-Alberton, 16 de septiembre de 2006) fue un deportista sudafricano que compitió en ciclismo en la modalidad de pista, especialista en la prueba de persecución por equipos.
Participó en dos Juegos Olímpicos de Verano, en los años 1948 y 1952, obteniendo una medalla de plata en Helsinki 1952, en la prueba de persecución por equipos (junto con Alfred Swift, Robert Fowler y Thomas Shardelow).

## Medallero internacional
| Juegos Olímpicos | Juegos Olímpicos      | Juegos Olímpicos | Juegos Olímpicos        |
| Año              | Lugar                 | Medalla          | Competición             |
| ---------------- | --------------------- | ---------------- | ----------------------- |
| 1952             | Helsinki ( Finlandia) | Medalla de plata | Persecución por equipos |